# Julia Zimmermann
Julia Zimmermann (* 1969 in Berlin) ist eine deutsche Altgermanistin.

## Leben
Nach dem Studium (1989–1996) der Germanistik und Publizistik an der FU Berlin (1997 Magistra Artium) war sie von 1997 bis 2000 Stipendiatin des DFG-Graduiertenkollegs „Körperinszenierungen“ und von 2000 bis 2003 Mitarbeiterin im DFG-Projekt „Repertorium der ungedruckten deutschsprachigen Predigten“. Nach der Promotion 2003 an der FU Berlin war Zimmermann von 2003 bis 2014 wissenschaftliche Mitarbeiterin bzw. Assistentin an den Universitäten Wien, Göttingen, Dresden, Zürich und München. Nach der Habilitation 2014 an der Ludwig-Maximilians-Universität München war sie dort seit 2014 Akademische Oberrätin auf Zeit. Seit 2020 ist sie Inhaberin der Lehrkanzel für Germanistische Mediävistik an der Universität Graz.
Zimmermanns Forschungsschwerpunkte sind althochdeutsche Sprache und Literatur, mittelhochdeutsche Heldenepik, Konrad von Würzburg, Antikenromane und Antikenrezeption im deutschsprachigen Mittelalter und Früher Neuzeit, Ovidrezeption im deutschsprachigen Mittelalter und Früher Neuzeit, transkulturelle Verflechtungen im europäischen Mittelalter (500–1500), literarische Entwürfe von Tanz in der Vormoderne, Konzeptionen des Heidnischen in der deutschsprachigen Literatur der Vormoderne und Konstruktionen des Orients in der vormodernen Literatur.